# Finale del campionato europeo maschile di calcio 1984
La finale del campionato europeo di calcio 1984 si tenne il 27 giugno 1984 al Parco dei Principi di Parigi tra le nazionali di Francia e Spagna.
L'incontro fu vinto dalla squadra di casa per 2-0.

## Le squadre
| Squadra | Finali disputate in precedenza (il grassetto indica la vittoria) |
| ------- | ---------------------------------------------------------------- |
| Francia | Nessuna                                                          |
| Spagna  | 1 (1964)                                                         |

## Cammino verso la finale
La Francia padrona di casa e grande favorita non delude le aspettative battendo 1-0 la Danimarca nell'ipotetica sfida per il primo posto del girone. Segue un 5-0 al Belgio e un 3-2 contro la Jugoslavia. In semifinale la Francia passa all'ultimo minuto dei tempi supplementari contro il Portogallo. 
La Spagna pareggia 1-1 contro la Romania e ferma il Portogallo con lo stesso risultato. Sembra condannata all'eliminazione, ma battendo la Germania Ovest la estromette e passa da prima. In semifinale la Spagna supera dal dischetto la favorita Danimarca. 

### Tabella riassuntiva del percorso
Note: In ogni risultato sottostante, il punteggio della finalista è menzionato per primo.
| Pos. | Squadra    | Pt | G | V | N | P | GF | GS | DR |
| ---- | ---------- | -- | - | - | - | - | -- | -- | -- |
| 1.   | Francia    | 6  | 3 | 3 | 0 | 0 | 9  | 2  | +7 |
| 2.   | Danimarca  | 4  | 3 | 2 | 0 | 1 | 8  | 3  | +5 |
| 3.   | Belgio     | 2  | 3 | 1 | 0 | 2 | 4  | 8  | -4 |
| 4.   | Jugoslavia | 0  | 3 | 0 | 0 | 3 | 2  | 10 | -8 |

| Pos. | Squadra        | Pt | G | V | N | P | GF | GS | DR |
| ---- | -------------- | -- | - | - | - | - | -- | -- | -- |
| 1.   | Spagna         | 4  | 3 | 1 | 2 | 0 | 3  | 2  | +1 |
| 2.   | Portogallo     | 4  | 3 | 1 | 2 | 0 | 2  | 1  | +1 |
| 3.   | Germania Ovest | 3  | 3 | 1 | 1 | 1 | 2  | 2  | 0  |
| 4.   | Romania        | 1  | 3 | 0 | 1 | 2 | 2  | 4  | -2 |

## Descrizione della partita
Dopo un primo tempo abbastanza equilibrato, è la Francia a portarsi in vantaggio al 57' su calcio di punizione realizzato da Michel Platini, per poi raddoppiare al 90' grazie al gol di Bruno Bellone conquistando così il primo titolo europeo della sua storia.

## Tabellino
| Arbitro: | Christov |

|                         |           |  |
| Platini 57’ Bellone 90’ | Marcatori |  |

| Francia (4-1-2-1-2) |    |                        |          |     |
|                     |    |                        |          |     |
| P                   | 1  | Joël Bats              |          |     |
| D                   | 5  | Patrick Battiston      |          | 73’ |
| D                   | 15 | Yvon Le Roux           | 54’, 85’ |     |
| D                   | 4  | Maxime Bossis          |          |     |
| D                   | 3  | Jean-François Domergue |          |     |
| C                   | 6  | Luis Fernández         | 30’      |     |
| C                   | 12 | Alain Giresse          |          |     |
| C                   | 14 | Jean Tigana            |          |     |
| C                   | 10 | Michel Platini         |          |     |
| A                   | 17 | Bernard Lacombe        |          | 80’ |
| A                   | 11 | Bruno Bellone          |          |     |
| Sostituzioni:       |    |                        |          |     |
| D                   | 2  | Manuel Amoros          |          | 73’ |
| A                   | 9  | Bernard Genghini       |          | 80’ |
| Allenatore:         |    |                        |          |     |
| Michel Hidalgo      |    |                        |          |     |

| Spagna (4-1-2-1-2) |    |                         |     |     |
|                    |    |                         |     |     |
| P                  | 1  | Luis Arconada           |     |     |
| D                  | 2  | Santiago Urquiaga       |     |     |
| D                  | 12 | Salva                   |     | 85’ |
| D                  | 10 | Ricardo Gallego         | 26’ |     |
| D                  | 3  | José Antonio Camacho    |     |     |
| C                  | 14 | Julio Alberto           |     | 75’ |
| C                  | 7  | Juan Antonio Señor      |     |     |
| C                  | 8  | Víctor Muñoz            |     |     |
| C                  | 16 | Francisco               |     |     |
| A                  | 9  | Santillana              |     |     |
| A                  | 11 | Francisco José Carrasco | 30’ |     |
| Sostituzioni:      |    |                         |     |     |
| A                  | 19 | Manuel Sarabia          |     | 75’ |
| C                  | 15 | Roberto                 |     | 85’ |
| Allenatore:        |    |                         |     |     |
| Miguel Muñoz       |    |                         |     |     |